# Melasina astracitis
Melasina astracitis är en fjärilsart som beskrevs av Edward Meyrick 1918. Melasina astracitis ingår i släktet Melasina och familjen säckspinnare. Inga underarter finns listade i Catalogue of Life.